# 시티 터널
스톡홀름의 공사 중인 철도 노선은 시티 선이다.
시티 터널은 말뫼 지하를 지나는 철도 터널로 2005년에 착공하여 2010년 12월 4일 오후 4시에 완공되었다. 총 영업 거리는 17km이며, 이 중 말뫼 지하를 지나는 터널은 총 6km이다. 말뫼 센트랄 역 지하 승강장 및 트리앙겔른(Triangeln) 역이 지하역으로 개업하였고, 휠리에(Hyllie) 역은 지상 구간으로 개업하였다. 기존의 말뫼 쉬드 스보예르토르프(Malmö Syd Svågertorp) 역은 시티 터널 완공 이후 영업을 중지하였다.

## 배경
말뫼와 코펜하겐을 잇는 외레순 대교 건설은 1991년부터 계획되었다. 1995년 스베다브 AB(Svensk-Danska Broförbindelsen)에서 기초 조사를 실시하였다. 1998년 시티 터널을 짓기로 계획하였고, 2005년 3월 착공하였다. 공식적인 완공일은 2010년 12월 4일이고, 열차 운행 시작은 12월 12일이다.
터널의 주 역할은 말뫼 센트랄 역을 종착역에서 중간역으로 변경하여 여객 열차를 더 많이 투입하는 것이며, 말뫼의 신 도심에 역을 추가로 건설하고, 기존의 콘티넨탈 선을 화물용으로 전환하는 것이다. 트리앙겔른 역은 말뫼 도심의 남부에 건설되어 이 곳으로 이동하는 시간을 단축하였다. 휠리에 역은 말뫼 남부에 건설되었다. 말뫼 센트랄 역은 추가 승강장이 지하에 건설되었고, 열차의 방향을 돌리지 않아도 되어서 운행 시간을 감소시켰다.

### 건설
2005년 3월 8일 착공하였다. 말뫼 C, 트리앙겔른, 휠리에에서 건설이 시작되었다. 2006년에는 로카르프에서 위스타드/트렐레보리로 가는 연결선이 착공되었다. 말뫼 C 지하역의 길이는 약 500m이고, 개착식 공법으로 건설되었다. 도심 교통 영향을 줄이기 위해서 가장 빠르게 건설하였다.
트리앙겔른 역을 건설하기 위해서 역 북쪽 및 남쪽에서 25m 깊이 수직구를 건설하였다. 두 수직구를 통하여 지하를 굴착한 다음, 승강장 구조물을 안쪽으로 건설하였다. 휠리에 역은 지상에 건설되었다.
지하 터널은 TBM 공법으로 건설되었다. 2006년 11월, 2007년 2월에 지하 터널이 착공되었다. 2008년 3월 25일 TBM 중 한 대인 안나가 말뫼 C까지의 터널을 완성하였고, 4월 21일 다른 한 대 카트리나가 휠리에 방면 터널을 완성하였다.

### 비용
2009년 11월 30일 계산한 가격에 의하면 2001년 기준 물가로 85억 6500만 크로나가 소요되었다. 2005년 당시 착공할 때 예상한 94억 5000만 크로나보다 약 10억 크로나가 더 저렴하며, 실제 입찰 및 환경 영향 평가가 진행된 이후이기 때문이다.
반베르케트(현 트라픽베르케트), SJ, 말뫼 시, 스코네 주에서 자금을 지원하였으며, 유럽 연합에서도 자금을 지원하였다. 2010년 건설 비용이 정산된 이후 자금 분배가 결정되었다. 트라픽베르케트에서는 60억 스웨덴 크로나, 스코네 주에서 8억 크로나, 말뫼 시에서 10억 크로나 정도, 유럽 연합에서 7억 크로나를 지원하였다.

### 공구
시티 터널 건설은 다음으로 나뉘어 진행되었다.
- E101, 말뫼 C 네드레(지하역), NCC
- E201, 터널, 말뫼 시티터널 그룹 (MCG)
- E306, SCADA, ITV 및 화재 경보, El & Industrimontage Svenska AB (EIAB)
- E308, 철도 노선 설치, 반베르케트
- E400, 건설, NCC. E400-E410으로 나뉘어서 여러 업체가 참여하였다.

## 교통

### 시간 단축
말뫼 C-코펜하겐 H 간 이동 시간은 35분에서 33분으로 단축되었다. 말뫼 도심에 개업한 트리앙겔른 역을 이용하면 시간을 더 단축할 수도 있다. 말뫼 북쪽에서 코펜하겐으로 이동할 때에는 10분 이상을 단축할 수도 있다.
과거 말뫼 센트랄 역은 외레순 선의 종착역이었고, 말뫼 이북 및 이남으로 가려면 약 5-10분 동안 열차 방향을 전환해야 했다. 또한 터미널식 승강장의 한계 때문에 말뫼를 경유하는 열차를 증편할 수 없었다. 이 때문에 일부 열차는 말뫼 쉬드 스보예르토르프 역에서 출발하기도 했다. 시티 터널 완공 이후에는 정차 시간이 2-3분으로 줄어들었다. 말뫼-룬드 간 선로가 복복선이 되면 시간을 더 단축할 수 있다.

### 철도 신호
시티 터널의 철도 신호는 ERTMS를 사용한다. ERTMS는 유럽 표준 시스템으로 국제선 열차가 운행하는 신규 선로에는 유럽 연합 지시에 의해 의무적으로 설치하여야 하며, 기존 노선은 단계적으로 설치할 예정이다.
ERTMS 차상 장비가 설치되지 않았고, 기존 스웨덴과 덴마크의 신호 시스템과의 호환성 문제 때문에 개통 시에는 ATC 장비도 함께 사용한다. 2012년까지 외레순 선을 운행하는 열차에 ERTMS 차상 장비를 설치할 예정이며, ERTMS 차상 장비가 설치되면 ATC를 철거할 예정이다. 건설 과정에서 ATC와 ERTMS를 같이 설치하였으므로 전환에 오랜 시간이 걸리지는 않는다.

## 사진

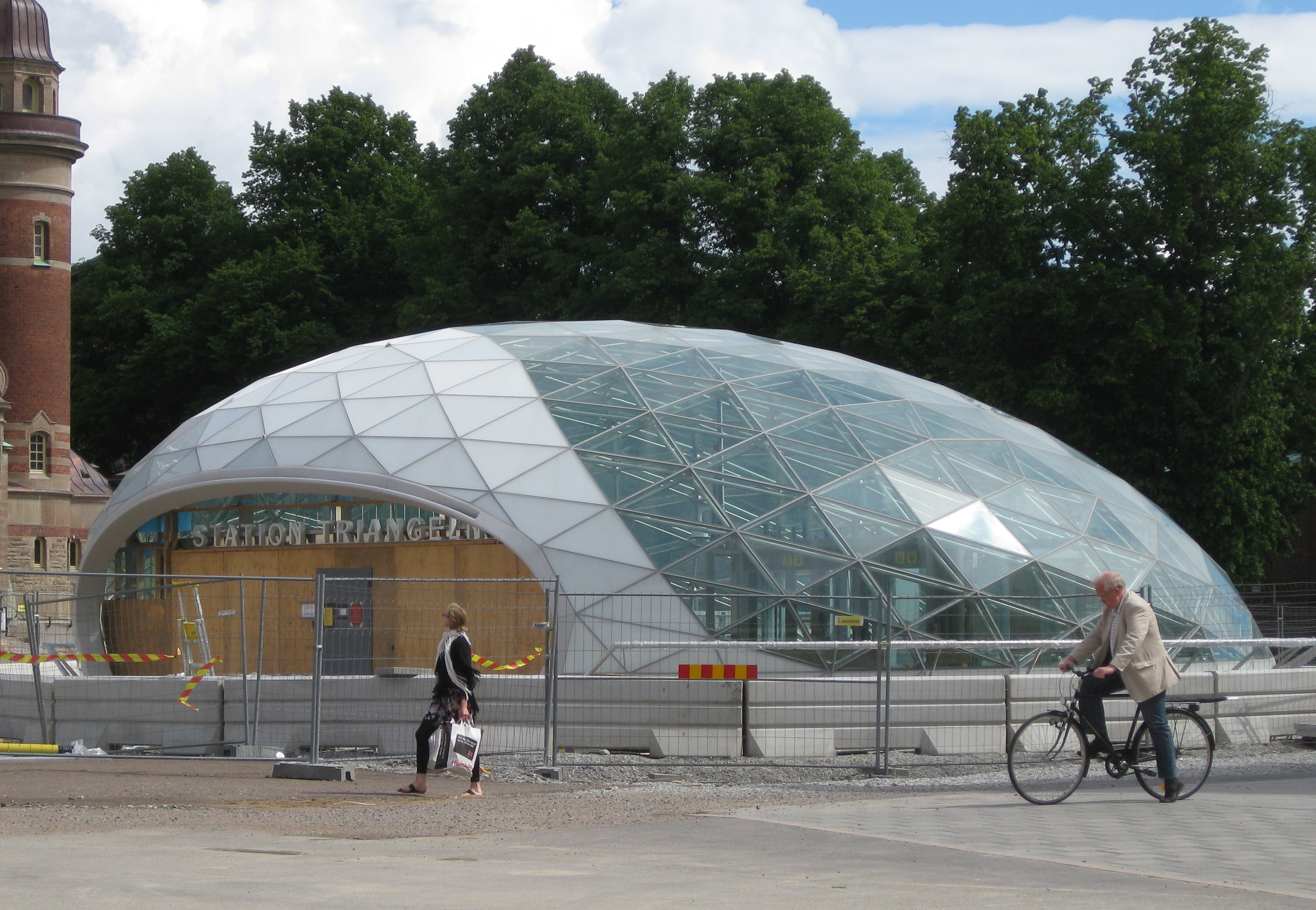
트리앙겔른 역 북쪽 출입구
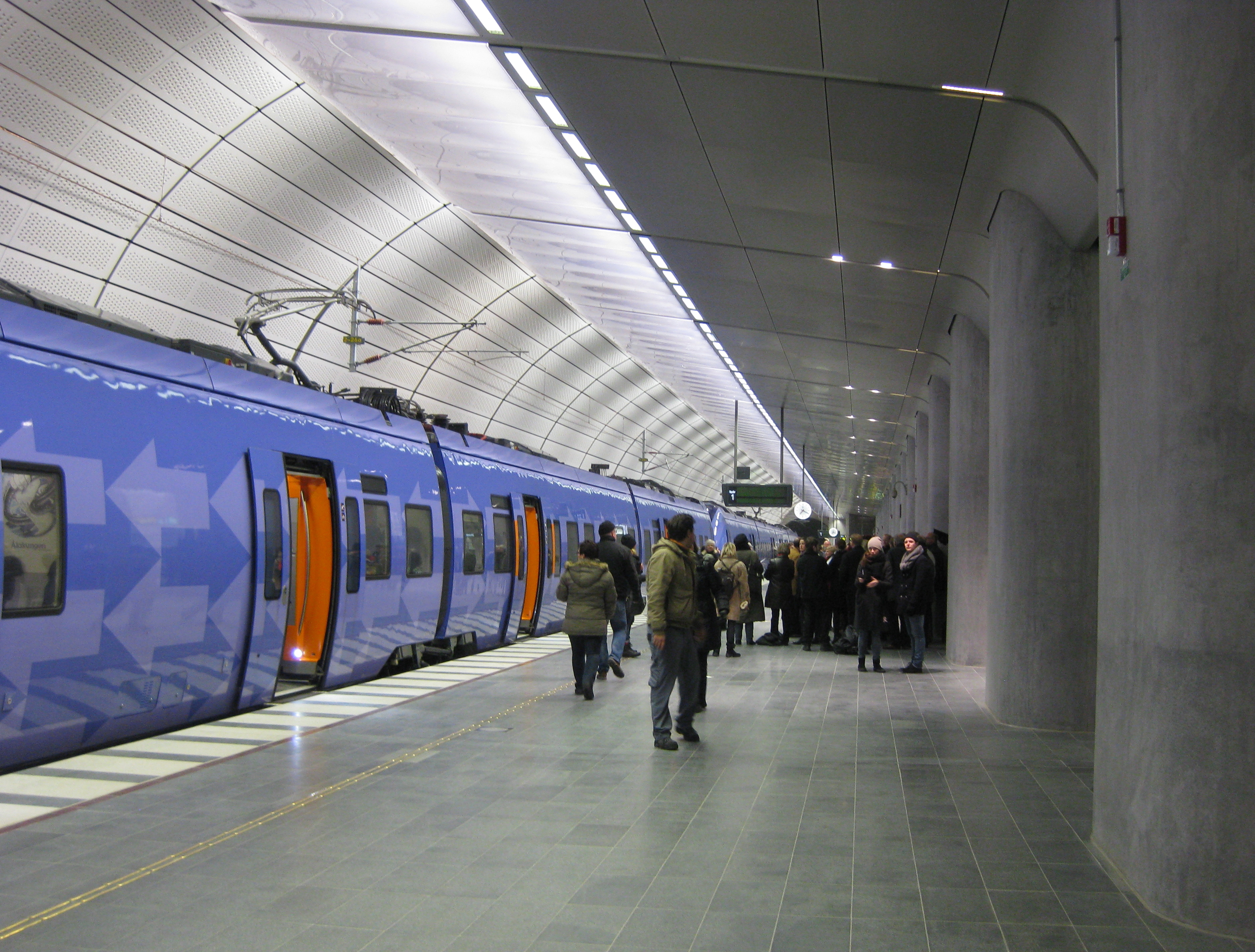
트리앙겔른 역에 정차한 X61
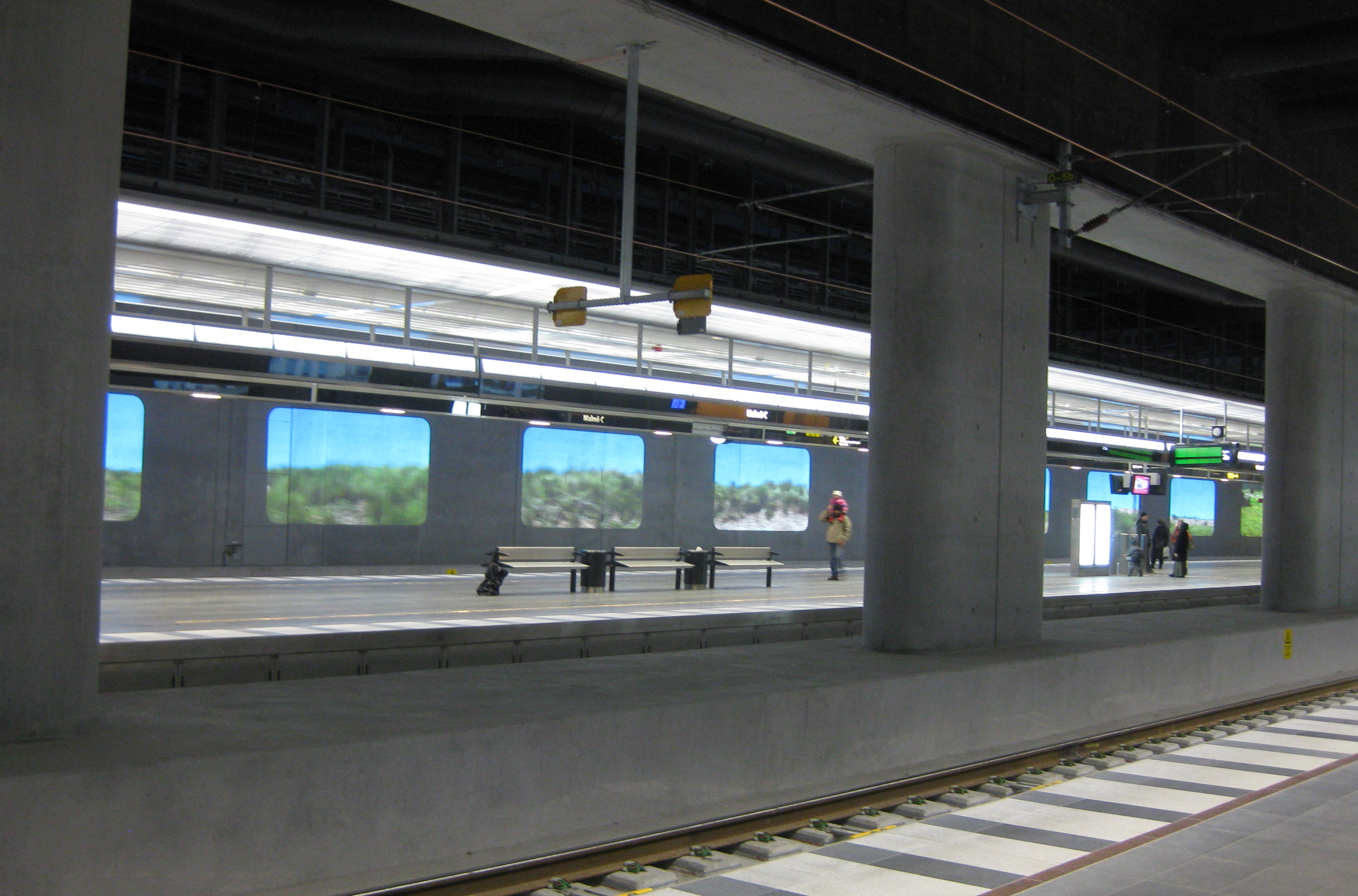
말뫼 C 지하 승강장
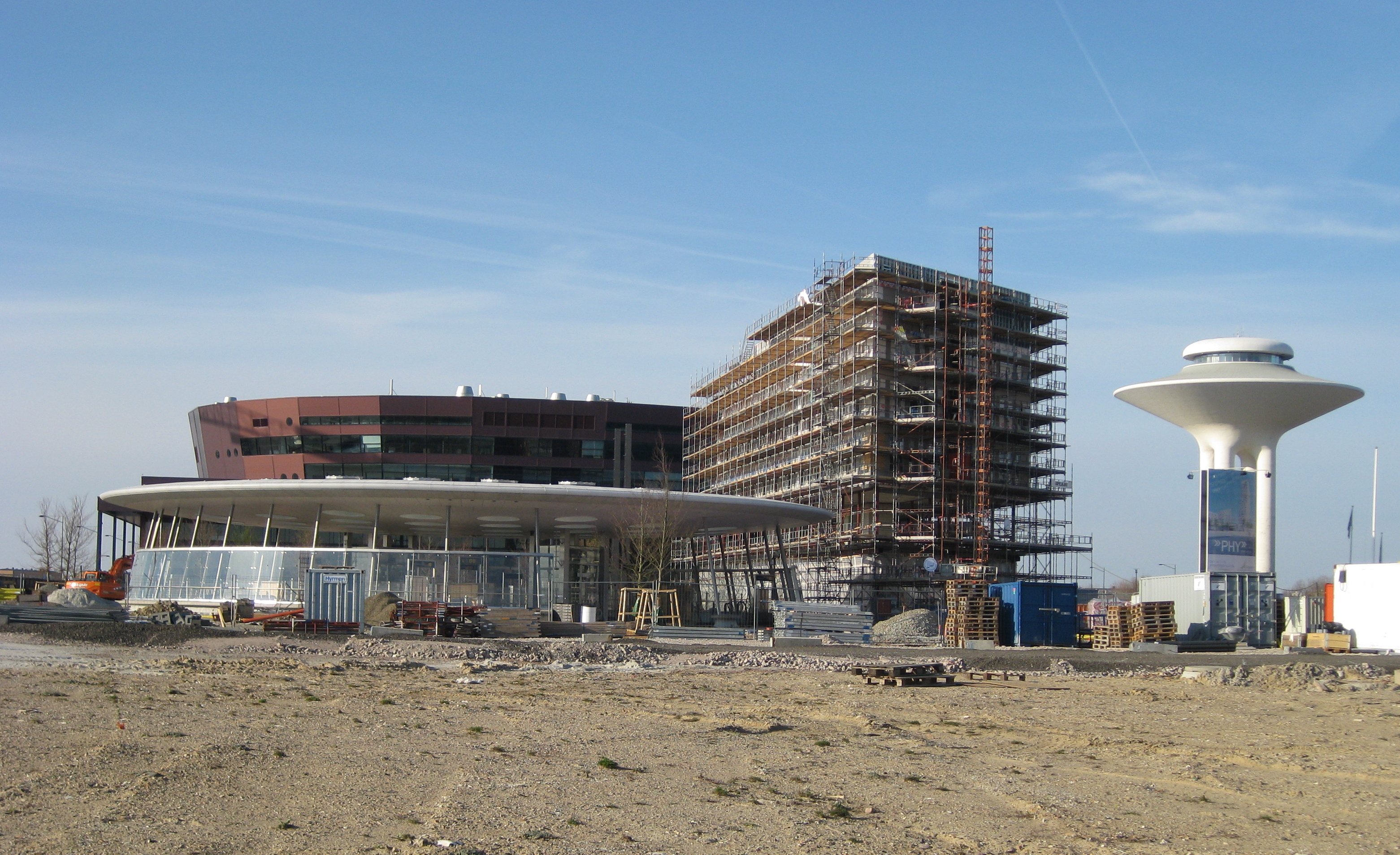
휠리에 역 건물
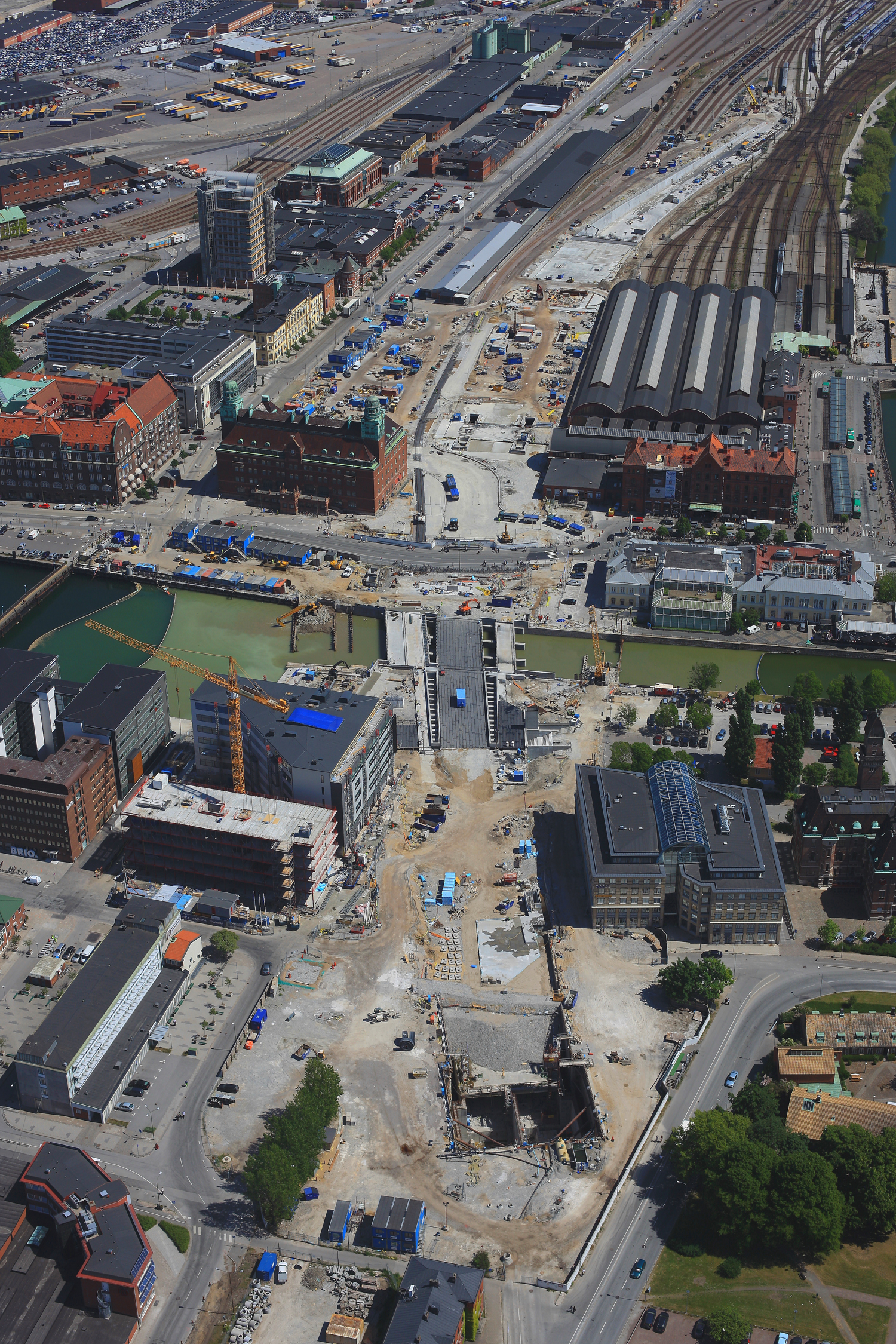
말뫼 C 지하 승강장 공사 모습
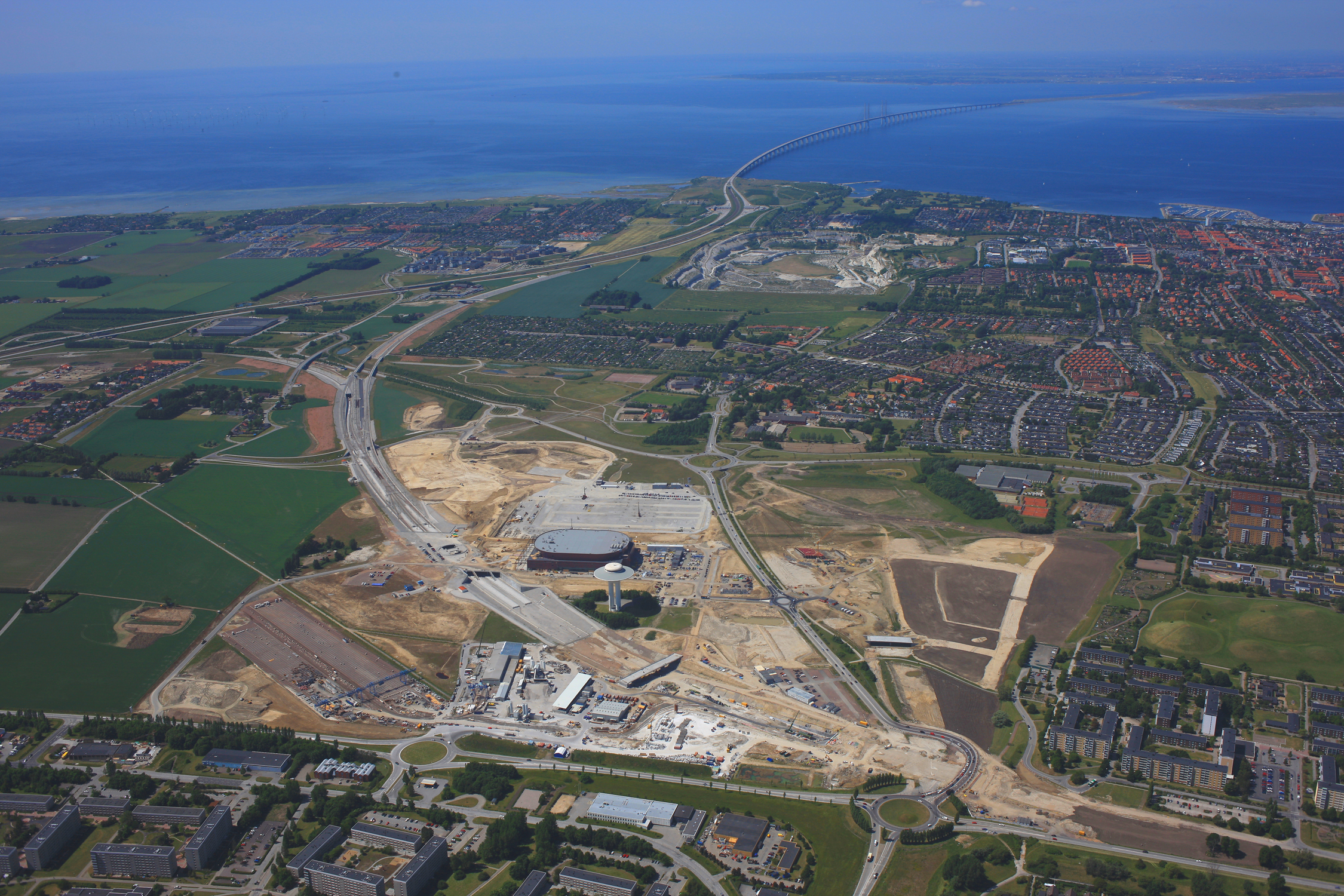
휠리에 지역 노선 공사 모습. 배경에 있는 다리는 외레순 대교이다.

## 참조
1. ↑  “보관된 사본”. 2010년 5월 1일에 원본 문서에서 보존된 문서. 2010년 12월 6일에 확인함.
2. ↑  “보관된 사본”. 2010년 5월 1일에 원본 문서에서 보존된 문서. 2010년 9월 4일에 확인함.
3. ↑  “Citytunneln invigs 2010”. 2008년 7월 4일. 2010년 12월 7일에 원본 문서에서 보존된 문서. 2010년 12월 7일에 확인함.
4. ↑  “보관된 사본”. 2008년 3월 16일에 원본 문서에서 보존된 문서. 2008년 5월 14일에 확인함.
5. ↑  Enligt tidtabellen http://www.resplus.se/ tar det 58-60 minuter Lund-Köpenhamn med Öresundståg 2010. Enligt förhandstidtabellen för 2011 tar samma sträcka 46-52 minuter.
6. ↑  “보관된 사본”. 2010년 5월 2일에 원본 문서에서 보존된 문서. 2010년 12월 6일에 확인함.
7. ↑  “보관된 사본”. 2009년 9월 6일에 원본 문서에서 보존된 문서. 2009년 9월 6일에 확인함.